# C/1861 G1 (Thatcher)
El cometa C / 1861 G1 (Thatcher) es un cometa de período largo con una órbita de aproximadamente 415 años que se espera que regrese alrededor de 2283. Fue descubierto por A. E. Thatcher. Es responsable de la lluvia de meteoritos de las Líridas de abril. Carl Wilhelm Baeker también encontró este cometa de forma independiente. El cometa pasó aproximadamente a 0.335 AU (50.1 millones de km; 31.1 millones de millas) de la Tierra el 5 de mayo de 1861 y llegó por última vez al perihelio (la aproximación más cercana al Sol) el 3 de junio de 1861.
C / 1861 G1 está catalogado como un "cometa no periódico" de período largo porque aún no se ha observado en dos pasajes periheliales. Cuando se vea que regresa alrededor de 2283, debería recibir la designación P /.
El cometa es el cuerpo padre de la lluvia de meteoritos de las Líridas de abril.